# Pascherfriedel
Pascherfriedel (česky Pašerák Friedel), vlastním jménem Friedrich Pietsch (nar. 1810, Niederleutersdorf - ?) byl česko-německý pašerák a folklórní hrdina na severočesko-lužickém pomezí. Literárně byl proslaven díky románu Pascherfriedel od Artura Boodena (zem. 1941), vysloužilého rakouského celního dozorce.

## Dobový rámec
Pascherfriedel se narodil v oddělené české exklávě v Horní Lužici, tvořené čtyřúhelníkem vesnic Niederleutersdorf, Neuleutersdorf, Josephsdorf a Neuwalde. Tato oddělená a tehdy hustě hustě zalesněná oblast byla útočištěm pašeráků i dalších nekalých živlů z obou stran hranice. Rakouské represivní a zákonodárné složky jako celní stráž a četnictvo se v ní téměř neangažovaly a ty saské do ní nebyly oprávněny služebně vstupovat. Ještě krátce před Pascherfriedelovým narozením řádil v exklávě a především v jejím okolí loupežník Jan Karásek se svojí bandou. Doba v níž Pascherfriedel strávil mládí, byla časem vysokých cel, kdy protekcionistické Rakousko vyšroubovalo cla tak vysoko, že pašeráctví se stalo záležitostí celé společnosti a továrníci i řemeslníci ze Saska i Čech si najímali pašeráky jako řádné zaměstnance jen proto, aby je neohrozil bankrot. Na přelomu let 1833 a 1834 navíc vznikl Německý celní spolek, hospodářská zbraň Pruska proti Rakousku, která vyvolala celní válku. A právě v této době je znám největší nárůst nejen Pascherfriedelových pašeráckých aktivit.

## Pašerácké historky
Nejslavnější kousky, jakých se Pascherfriedelova tlupa dopustila, spadají do let 1834-1835. Ačkoli velké pašerácké transporty byly obvyklé jen v zimě a za špatného počasí, odvážil se Pascherfriedel husarského kousku a převezl tři koňské povozy naložené kávou, cukrem a kořením z Čech do Saska za světlé letní noci z 25. na 26. července 1834. Využil toho, že v neděli v předvečer akce se v Neugersdorfu konala střelecká slavnost a Svatojakubská pouť a celní strážci obou států se na ní tak opili, že nebyli schopni žádného účinného konání, s čímž Pascherfriedel dopředu počítal. Perfektně připravená akce zahrnovala i pokrytí cest slámou v předvečer transportu, aby drkotající kola nevzbudila nežádoucí pozornost. Převoz z Rumburku oklikou přes Varnsdorf, Seifhennersdorf, českou exklávu a její ves Neuwalde až do cílového Oderwitz se opravdu zdařil a obchodník, který si akci objednal, Pascherfriedlovi zaplatil smluvenou cenu.
O poznání hůř dopadla akce z 5. prosince toho roku. Tehdy měl Pascherfriedel pěšky se svou bandou přenést balíky látky z Rumburku přes Šluknov a státní hranici až na setkání s překupníkem u Donathova mlýna za saskou hranicí. Akce ale byla dopředu vyzrazena, neboť zadavatelovi lidé se o ní v Sasku neopatrně bavili v hostinci. Ačkoli Pascherfreidelovi se zdařilo prchnout a jeho bandě také, náklad byl na hranici zadržen celní stráží obou států a do rukou celníků padl i nejmladší z pěti bratrů Neumannových, stálých členů Pascherfriedelovy bandy.
Neúspěch však Pascherfriedela ani jeho lidi na dlouho neodradil. Již 30. ledna 1835 vyrazil další pašerácký vůz, po okraj naplněný českým cukrem, kávou a kořením. Trasa měla vést z Rumburku na východ a přes českou exklávu dál do saského Žitavska. I tato výprava však byla předem prozrazena. Mezi Rumburkem a českou exklávou se tehdy rozkládal tmavý, hustý a nevlídný les, zvaný příznačně Höllengrund "Peklo". Právě tam čekal na pašerácký povoz jízdní oddíl saských hraničních myslivců. Protože tehdy bývalo naprosto běžné, že pašeráci s sebou nosili zbraně, spustila se okamžitě přestřelka i boj šavlemi muže proti muži. Tři pašeráci a několik pohraničníků padlo, jeden pohraničník byl dokonce usmýkán koňmi za povozem k smrti. Přesto se i přes závěje zbylým pašerákům podařil husarský kousek - vůz byl obrácen a zbylí pašeráci i s Pascherfriedelem samotným a s povozem unikli do prostoru české exklávy. Podle Boodenova líčení však byli pašeráci ztrátou svých kamarádů tak otřesení, že i za cenu velké finanční ztráty utopili celý náklad z vozu v niederleutersdorfském rybníce, než by se poskvrnili ziskem na úkor mrtvých. Jestli byl tento pokus poslední akcí známého Pascherfriedela, nikdo neví, jisté však je, že žádnou další mu již nikdo neprokázal.

## Literární ztvárnění
Artur Booden, vlastním jménem Eduard Walter, byl rakouský důstojník finanční stráže, který koncem 80. let 19. století odešel do důchodu, který trávil v Rumburku. Prakticky ihned po přestěhování se do nového bydliště začal Booden shromažďovat zajímavosti vlastivědného charakteru a především, ovlivněn svým dosavadním povoláním, vybíral ty, které se týkaly dějin pašování v severních Čechách a Horní Lužici. V té době ještě žili lidé, kteří Pascherfriedela, některé jeho lidi nebo v románu vzpomínané pohraničníky, zejména legendárního saského Tintemanna, znali osobně. Booden využíval při psaní románu svých znalostí z praxe, výpovědí pamětníků i archivních pramenů. Pascherfriedel je tak svého druhu jedinečným dílem s velkou historickou výpovědní hodnotou. Poprvé vyšel na pokračování v časopise Oberlausitzischer Dorfzeitung v r. 1906. V celku jej pak poprvé vydalo nakladatelství Teller und Roßberg v Neugersdorfu v roce 1911. Od té doby byl román vydán ještě několikrát, naposledy v Drážďanech v roce 2001. Nikdy však nevyšel mimo Sasko a také nebyl nikdy z němčiny přeložen do žádného jazyka. Není tedy divu, že zatímco v německé Horní Lužici je román vcelku známý, v Čechách neexistovala donedávna žádná možnost, jak se s historickou postavou Pascherfriedela nebo s Boodenovým románem seznámit. První, velmi skromný pokus v tomto ohledu učinil článek Adama Votruby a o pár let později výstava Celníci a pašeráci v Trojzemí, pořádaná Multifunkčním centrem Brána Trojzemí v Hrádku nad Nisou v letech 2014-2015.